# NGC 2

NGC 2

إن جي سي 2  (بالإنجليزية: NGC 2)‏ مجرة حلزونية، تقع هذه المجرة في كوكبة الفرس الأعظم على بعد 316 سنة ضوئية اإلى الجنوب من مجرة إن جي سي 1
وهي المجرة الثانية على لائحة الفهرس العام الجديد 

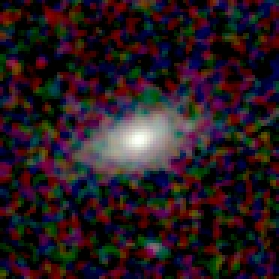
إن جي سي 2

مجرة إن جي سي 2 خافتة القدر الظاهري :14.2 وقدرها المطلق = -22.58 ويبلغ قطرها حوالي 115,000 سنة ضوئية، ولمعانها أكثر من 3 إلى 5 من درب التبانة. ونظراء للقدر الظاهري للمجرة يفضل استخدام تلسكوب لا يقل عن 12 بوصة لمشاهدتها.

## اقرأ أيضا
- مجرة حلزونية
- كوكبة الفرس الأعظم
- إن جي سي 1